# Emilio Lonero
Emilio Lonero (Bari, 2 gennaio 1924 – Roma, 23 maggio 2010) è stato un giornalista e critico cinematografico italiano.
Nato a Bari e si è trasferito a Roma dopo la maturità classica. Si è laureato in Lettere e Filosofia e in Giurisprudenza con il massimo dei voti e la lode.

Ha insegnato Storia dell'arte e religione all'Istituto Di Cagno Abbrescia dei Gesuiti a Bari.

È stato, fra l'altro: segretario generale del Centro Cattolico Cinematografico; fondatore del Centro Studi Cinematografico, di cui è stato Presidente Nazionale; direttore generale dell'Ente Cinema (Cinecittà-Luce-Italnoleggio); direttore de "La Rivista del Cinematografo"; giornalista, saggista e docente.
Ha diretto la contestatissima edizione 1960 della Mostra internazionale d'arte cinematografica di Venezia. Bollato da una parte dei critici come «protetto della DC privo di titoli e imposto come direttore», fu ritenuto uno dei responsabili della clamorosa sconfitta di Luchino Visconti, quell'anno in concorso con Rocco e i suoi fratelli sgradito ai cattolici .
Ha curato per la RAI le prime trasmissioni televisive sul cinema. 
Per il contributo determinante alla rinascita e al rilancio del cinema pubblico (è stato direttore generale dell'Ente Autonomo di Gestione Cinema dal 1961 al 1971, il Sindacato Nazionale dei giornalisti cinematografici gli ha conferito la medaglia d'oro “Una vita per il cinema”.
Svolse inoltre attività accademica presso la Libera Università Maria Santissima Assunta di Roma come docente di Storia e Critica del Cinema e Lezioni d'Autore.

## Opere
Ha pubblicato, fra l'altro:
- Il cinema di Stato in Italia. Storia di un fallimento (Aracne editrice, Roma, 1998)
- Ripensiamo l'Europa: De Gasperi (con Angelo Bernassola, 2001)
- La storia della Orbis Universalia. Cattolici e neorealismo (con Aldo Anziano, 2004)
- La Settima Arte: Lezioni d'Autore (con Donatella Pacelli, 2005)
- La Settima Arte: Lezioni d'Autore due (con Donatella Pacelli, Aracne editrice, 2006).